# Б-227 «Выборг»
Б-227 «Выборг» — советская и российская дизель-электрическая подводная лодка проекта 877 «Палтус».

## История
Заложена 23 февраля 1982 года на судостроительном заводе им. Ленинского Комсомола в Комсомольске-на-Амуре под заводским номером 453. 16 сентября того же года была спущена на воду, 27 декабря вошла в строй.
23 февраля 1983 года — поднят военно-морской флаг (с этого времени для экипажа 23 февраля — День корабля).
С апреля 1983 года в составе 19-й бригады 6-й эскадры подводных лодок Тихоокеанского флота с базированием в бухте Малый Улисс (г. Владивосток).
В августе-октябре 1985 года - переход с Тихоокеанского на Балтийский флот (через Южно-Китайское море, Малаккский пролив, Индийский океан, Суэцкий канал, Средиземное море, Гибралтарский пролив, пролив Скагеррак, с заходом в Камрань, Сокотра, Тартус, Триполи, в конечный пункт назначения — Усть-Двинск (г. Рига)) протяжённость перехода - около 12 100 миль.
14 февраля 1986 года зачисление в состав Балтийского флота, с октября 1986 года — в 22-й бригаде 14-й эскадры подводных лодок с базированием в г. Лиепая (Латвийская ССР).
11-12 июня 1993 года переход из г. Лиепая (Латвия) в г. Кронштадт.
С 1994 по 2003 год - в ремонте (с перерывом 1998—2000 годы).
В 2008 году получено наименование «Выборг» в связи с установлением над ней шефских связей администрацией Выборгского района Ленинградской области.
С 2011 по 2014 год подводная лодка проходила ремонт по восстановлению технической готовности в Кронштадтском морском заводе.
В период с 20 января по 25 марта 2016 года, подводная лодка находилась в Кронштадтском морском заводе для проведения ремонта. В ходе доковых работ был проведен ремонт корпуса, а также ряда агрегатов и устройств. Восстановлено специальное покрытие корпуса.
По состоянию на лето 2017 года, подводная лодка входила в состав 3-го отдельного дивизиона подводных лодок Ленинградской военно-морской базы Балтийского флота с базированием в Кронштадте.
В июне 2018 года приняла участие в учениях Балтийского флота.
По данным на ноябрь 2018 года, подводная лодка выведена из боевого состава флота и находится в Кронштадтском морском заводе на переоборудовании под экспонат военно-морского филиала парка «Патриот» в Кронштадте.
19 декабря 2019 года в акватории КМОЛЗ подводная лодка была передана техническому заводскому экипажу, на корабле был торжественно спущен Военно-морской флаг и поднят Государственный флаг России.

## Командиры
- Иванов В.А. (март 1982 — сентябрь 1984)
- Пупко А.С. (сентябрь 1984 — декабрь 1987)[6]
- Зверев С.А. (декабрь 1987 — июль 1993)
- Чернышёв Н.В. (сентябрь 1993 — март 1997)
- Мандрик И.И. (март 1997 — февраль 1999)
- Тынков Г.С. (февраль 1999 — январь 2003)
- Агапишвили З.В. (январь 2003 — август 2003)
- Абитов И.С. (август 2003 — январь 2008)
- Земцов С.Н. (январь 2008 — декабрь 2013)[7]
- Олейников С.С. (декабрь 2013 — сентябрь 2016)
- Гончаров А.Г. (сентябрь 2016 — сентябрь 2018)
- Абрамов Г.Ю. (командир технического экипажа)